# Атьков Олег Юрійович
Атько́в Оле́г Ю́рійович (нар. 9 травня 1949) — льотчик-космонавт СРСР, доктор медичних наук (1986), професор кардіології (1991). Герой Радянського Союзу (1984).

## Біографія
Народився 9 травня 1949 року в селі Хворостянка Хворостянського району Куйбишевської (нині Самарської) області. Росіянин.
У 1966 році закінчив Херсонську середню школу № 20.
У 1973 році закінчив 1-й Московський медичний інститут, згодом — ординатуру й аспірантуру Науково-дослідного інституту кардіології Всесоюзного кардіологічного наукового центру АМН СРСР.
У 1973–1977 роках працював у Інституті клінічної кардіології імені М'ясникова, згодом — у Всесоюзному кардіологічному центрі АМН СРСР. З 1975 року займався дослідженнями серцево-судинної системи космонавтів, що перебували в тривалих космічних польотах.
У 1977 році зарахований до загону радянських космонавтів. Пройшов повний курс загальнокосмічної підготовки та підготовки до польотів на космічних кораблях типу «Союз T» і орбітальних станціях «Салют».
8 лютого 1984 року як космонавт-дослідник КК «Союз Т-10» разом з командиром корабля Л. Д. Кизимом та бортінженером В. О. Соловйовим стартував у космос. У ході польоту О. Атьков проводив медичне обстеження космонавтів, внаслідок чого отримано нову наукову інформацію, необхідну для розробки оптимального режиму праці та відпочинку екіпажів під час довготривалих космічних польотів. Повернувся на Землю 2 жовтня 1984 року на борту КК «Союз Т-11». Загальна тривалість перебування в космосі: 236 діб 22 години 49 хвилин.
У 1984–1985 роках — керівник лабораторії функціональних методів досліджень Інституту клінічної кардіології Всесоюзного кардіологічного наукового центру АМН СРСР.
З 1987 року — керівник відділу нових методів діагностики і дослідження. З 1989 року співпрацює з Міжнародним космічним університетом у Стразбурзі (ISU) як співдиректор департаменту «Space Life Science», у 1998–1999 роках вів педагогічну і дослідницьку роботу в ISU.
З 1991 року — президент Російської асоціації спеціалістів ультразвукової діагностики в медицині, а з 2000 року — президент Російської асоціації телемедицини й експерт-консультант Європейської комісії (Брюссель) в галузі телемедицини.
У 2003 році очолив департамент охорони здоров'я Міністерства шляхів сполучення Російської Федерації.
17 серпня 2005 року рішенням Ради директорів ВАТ «Російські залізниці» призначений віце-президентом компанії. З 16 вересня 2005 року є віце-президентом з соціальних питань і охорони здоров'я.
У 1992 році заснував і дотепер є головним редактором наукового журналу «Визуализация в клинике».
Мешкає в Москві.

## Нагороди і почесні звання
Указом Президії Верховної Ради СРСР від 2 жовтня 1984 року за успішне здійснення тривалого космічного польоту на орбітальному комплексі «Салют-7» — «Союз» космонавтові-досліднику старшому лейтенантові медичної служби Атькову Олегу Юрійовичу присвоєне звання Героя Радянського Союзу з врученням ордена Леніна і медалі «Золота Зірка» (№ 11519).
Нагороджений орденом Леніна (2.10.1984), індійською медаллю Кірті Чакра, медалями, серед яких «За заслуги в освоєнні космосу» (12.04.2011).
Лауреат Державної премії СРСР (1989).
Почесний громадянин міст: Джезказган, Ленінськ, Гагарін, Варна та села Хворостянка.
1985 року обраний почесним доктором Берлінського університету імені Гумбольдта.